# Kostel Nanebevzetí Panny Marie (Libořice)
Kostel Nanebevzetí Panny Marie v Libořicích je římskokatolický farní kostel v obci Libořice náležící do lounského vikariátu v Ústeckém kraji. Barokní sakrální stavba zaujímá dominantní polohu na návrší v horní části rozlehlé návsi. Od roku 1964 je kostel chráněn jako kulturní památka.

## Historie
Písemná zpráva ze 14. století nasvědčuje, že již tehdy byl v Libořicích, které tehdy patřily roudnickému klášteru augustiniánů, farní kostel. Na místě gotického kostela byla v roce 1716 vybudována barokní novostavba. Věž byla přistavěna až po roce 1743 podle projektu žateckého architekta Johanna Paula Loschyho. Po II. světové válce začal kostel chátrat. Na značně zchátralé stavbě byly v roce 2010 zahájeny opravy.

## Architektura

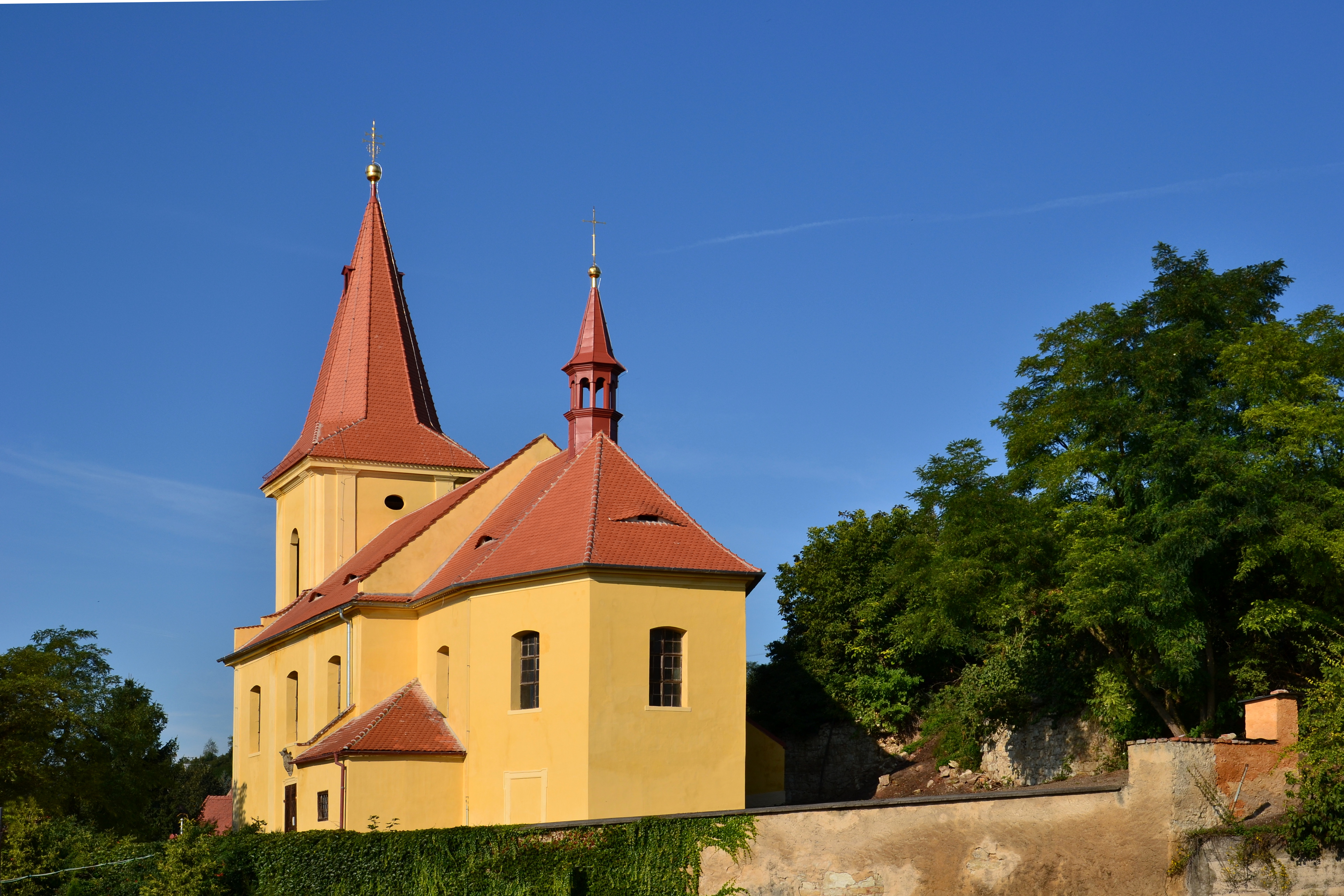
Pohled na libořický kostel od jeho závěru (2013)

Barokní kostel je jednolodní. Má trojboce zakončený presbytář se sakristií po severní straně a hranolovou věž v západním průčelí. Fasády presbytáře jsou nečleněné, loď a věž jsou členěny vysokými pilastry. Nad vchodem v jižní části lodi je umístěn kamenný erb rodu Kolovratů. Ke kostelu vede kamenné schodiště ukončené portálem v obvodové zdi kolem kostela. Presbytář je sklenut plackou. V závěru je koncha, stěny jsou členěny pilastry. Kruchta kostela je dřevěná.

### Zařízení
Zařízení je barokní a pochází z poloviny 18. století. Hlavní oltář má portál. Jsou zde sochy světců na brankách. Branky pocházejí z období kolem roku 1700. Dva protějškové boční oltáře jsou zasvěceny sv. Anně a sv. Janu Nepomuckému. Kazatelna se soškami evangelistů pochází z období kolem roku 1700. V kostele je barokní kamenná křtitelnice. V lodi se nachází barokní socha Piety. Je zde také znakový a nápisový náhrobník z roku 1689.
V roce 1686 zde byl pochován Jaroslav Julius Libštejnský z Kolovrat.

## Okolí kostela

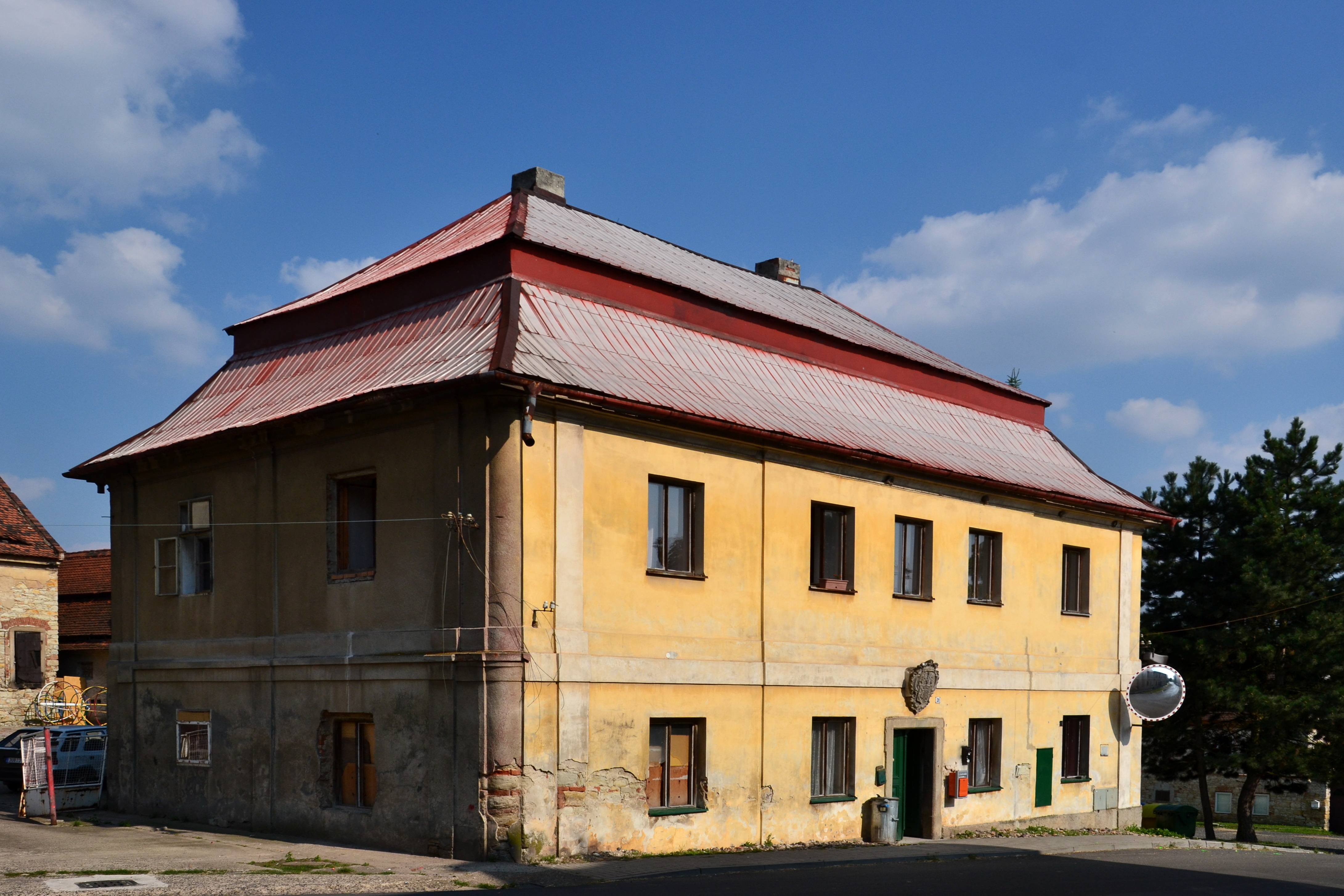
Fara v Libořicích

Nedaleko kostela se nachází barokní fara (čp. 31) z 2. poloviny 18. století. Je to obdélná, jednopatrová stavba. Krytá je mansardovou střechou. Fasády má členěny pilastry a horizontální římsou. V rokokové kartuši nad vchodem má znak. Je také chráněna jako kulturní památka České republiky.